# Lenguas de Panamá

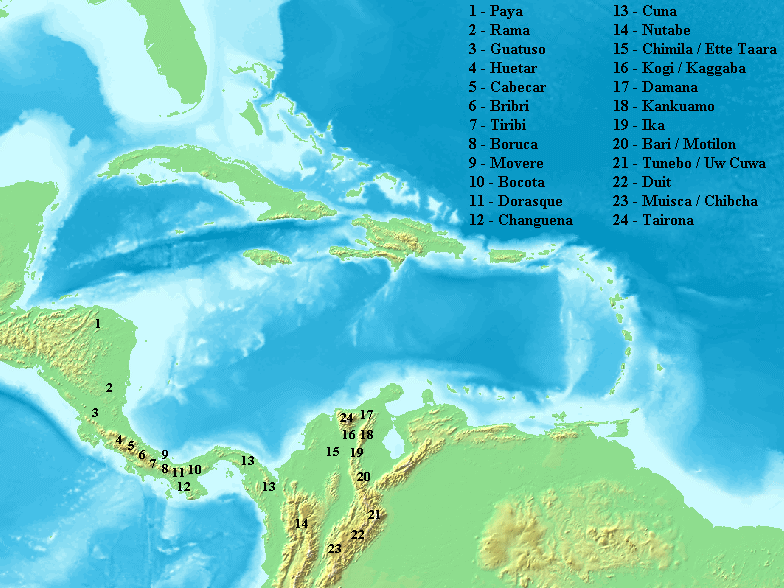
Las lenguas chibchenses de América que eran el principal tronco lingüístico en el actual territorio de Panamá antes de la conquista.

En Panamá se hablan al menos 19 lenguas. El alfabetismo es entre el 87 y 88%.
La lengua predominante y oficial es el español panameño que tiene 2.100.000 hablantes. Hay 128.000 hablantes de ngäbere, 268.000 hablantes de criollo de Panamá (de base inglesa), 57.000 hablantes del idioma guna, 15.000 hablantes del árabe, 10.000 hablantes de emberá norteño, 6.000 hablantes del chino hakka.

## Lenguas minoritarias
Hay 3.000 hablantes de woun meu y teribe, 2.500 hablantes de buglere, 1.200 hablantes de japonés, 3,000 del francés. 5,000 del Patois (Patwa, o Patúa)

## Lenguas sin estadísticas
El chino yue (cantonés), y las lenguas yídis oriental, hebreo y coreano también se hablan pero sus números no se conocen. 

## Lenguas indígenas
La mayor parte de Panamá antes de la conquista española parece haber estado poblada por pueblos de la familia lingüística chibchense, a la que pertenecen el ngäbere, el teribe, el guna, el buglere y el bribri. También habría habido pueblos indígenas de la familia lingüística chocó, a la que pertenecen en emberá y el woun meu.